# Smrčina (Šumava)
Smrčina, německy Hochficht, je šumavská hora 1338 m n. m. ležící v Mühlviertelu (na území obce Klaffer) v Horních Rakousích, na území Česka zasahuje severním okrajem vrcholové plošiny (kóta 1332,7 m) a svými východními svahy (katastrální území Zvonková). Severovýchodní svahy hory náleží do I. zóny Národního parku Šumava.

## Vrchol(y) a okolí

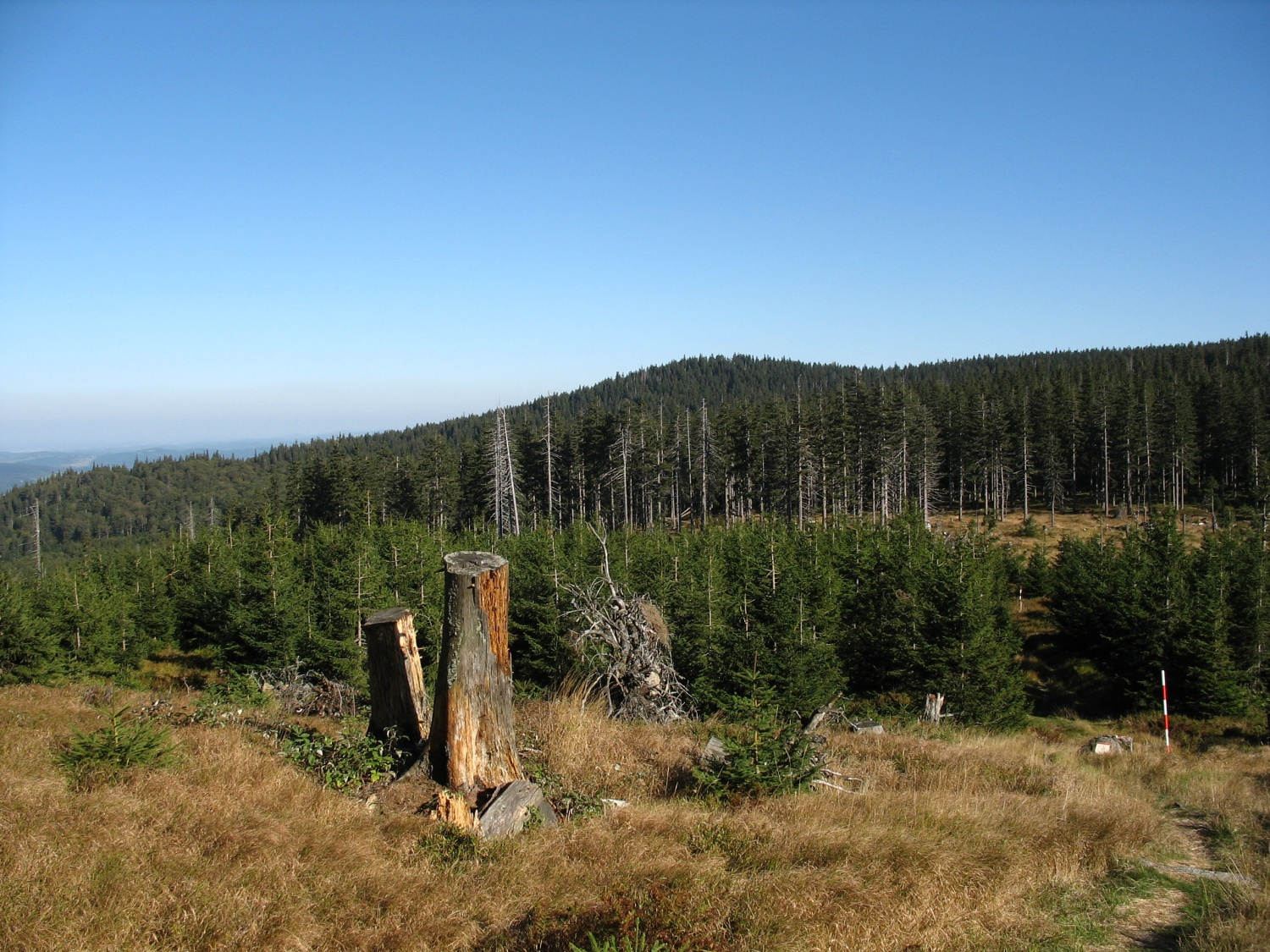
Smrčina – S vrchol od západu

Vrchol Smrčiny se nachází jen 50 m od rakousko-české státní hranice, na níž je kóta 1332,5 m n. m. geodetického bodu. Nejvyšší místo 1332,7 m n. m. se na české straně nachází 8 m západně od této kóty a je tak nejvyšším bodem hory na české straně a zároveň nejvyšším bodem okresu Český Krumlov. Vlastní vrchol je tvořen skálou, na níž je dřevěný kříž. Těsně pod vrcholem je horní stanice lanovky a meteorologická stanice.
Asi 1 km severo-severovýchodně se na krátkém výběžku Smrčiny nachází bezejmenný vrchol, pojmenovaný autory projektu Tisícovky jako Smrčina – S vrchol, s nadmořskou výškou 1304 m n. m. Od hlavního vrcholu je oddělen sedlem ve výšce 1280 m n. m. Česká strana hory i severní vedlejší vrchol příslušejí do katastrálního území Zvonková obce Horní Planá.
Na rakouských svazích Smrčiny jsou vyhlídkové body Stinglfelsen (1260 m) a Schönbergfelsen (1305 m).

## Přístup
Smrčina je přístupná z několika směrů. Po jižním svahu prochází rakouská dálková trasa Nordwaldkammweg (součást evropské dálkové trasy E6). Z níž vede od Stinglfelsen odbočka na vrchol Smrčiny.

### Přístup z české strany
Na české straně vede 300 m od vrcholu červeně značená hřebenová stezka z Nového Údolí do Zadní Zvonkové.
Do lyžařského střediska Hochfich je možné jet např. přes přehraniční propojení Zadní Zvonková - Schöneben nebo přes přehraniční propojení Kyselov–Diendorf.

## Lyžařské středisko Hochficht
Na rakouské straně Smrčiny byl zbudován rozsáhlý lyžařský areál, který z dolní stanice ve výšce 800 m n. m. zasahuje i na sousední hory Zwieselberg (1163 m) a Hraničník (Reischlberg, 1283 m). Má osm sjezdovek o celkové délce asi 20 km, sedm vleků a tři sedačkové lanovky. Nejdelší sjezdovka na Smrčině je druhou nejdelší sjezdovkou splňující kritéria FIS pro konání závodů Evropského poháru v alpském lyžování. Na Zwieselbergu je slalomová trať FIS rovněž s možností konání závodů Evropského poháru. Převážná část sjezdovek (55 %) má jen mírný stupeň obtížnosti. Součástí areálu je i šest běžkařských tratí, tři z nich jsou upravované pro volný styl. Areál je každoročně otevřen do 31. března, začátek sezóny závisí na sněhových podmínkách v daném roce (například v roce 2007 to bylo už 17. října).